# Église Saint-Louis de Mercus
Pour les articles homonymes, voir Église Saint-Louis.
L'église Saint-Louis de Mercus-Garrabet est un édifice de style roman du XIIe siècle sur la commune de Mercus-Garrabet, dans le département de l'Ariège, en région Occitanie.

## Localisation
Construite sur une émergence rocheuse appelée Roc de Carol, elle se situe rue Gabriel-Péri, au centre de Mercus à 512 m d'altitude.

## Description
C’est une église romane à trois nefs avec abside et deux absidioles et un clocher carré du XIXe siècle. Le porche, en face sud, se caractérise par une double archivolte en plein cintre à moulure portée par quatre colonnettes avec chapiteaux à feuilles.

## Historique
Une bulle d'excommunication mentionne dès 1097 l'église de Mercus alors dédiée à saint Genès et dépendant de l'abbaye Saint-Sernin de Toulouse.
Un inventaire du mobilier et des possessions des églises de Mercus, Arnac, Malpas et Miglos datant de 1246 est un chef-d'œuvre calligraphique conservé aux archives départementales de la Haute-Garonne.
L'église, excepté son clocher, fait l'objet d'un classement au titre des monuments historiques par arrêté du 19 novembre 1910.

## Mobilier
Quelques objets sont référencés dans la base Palissy.

## Galerie

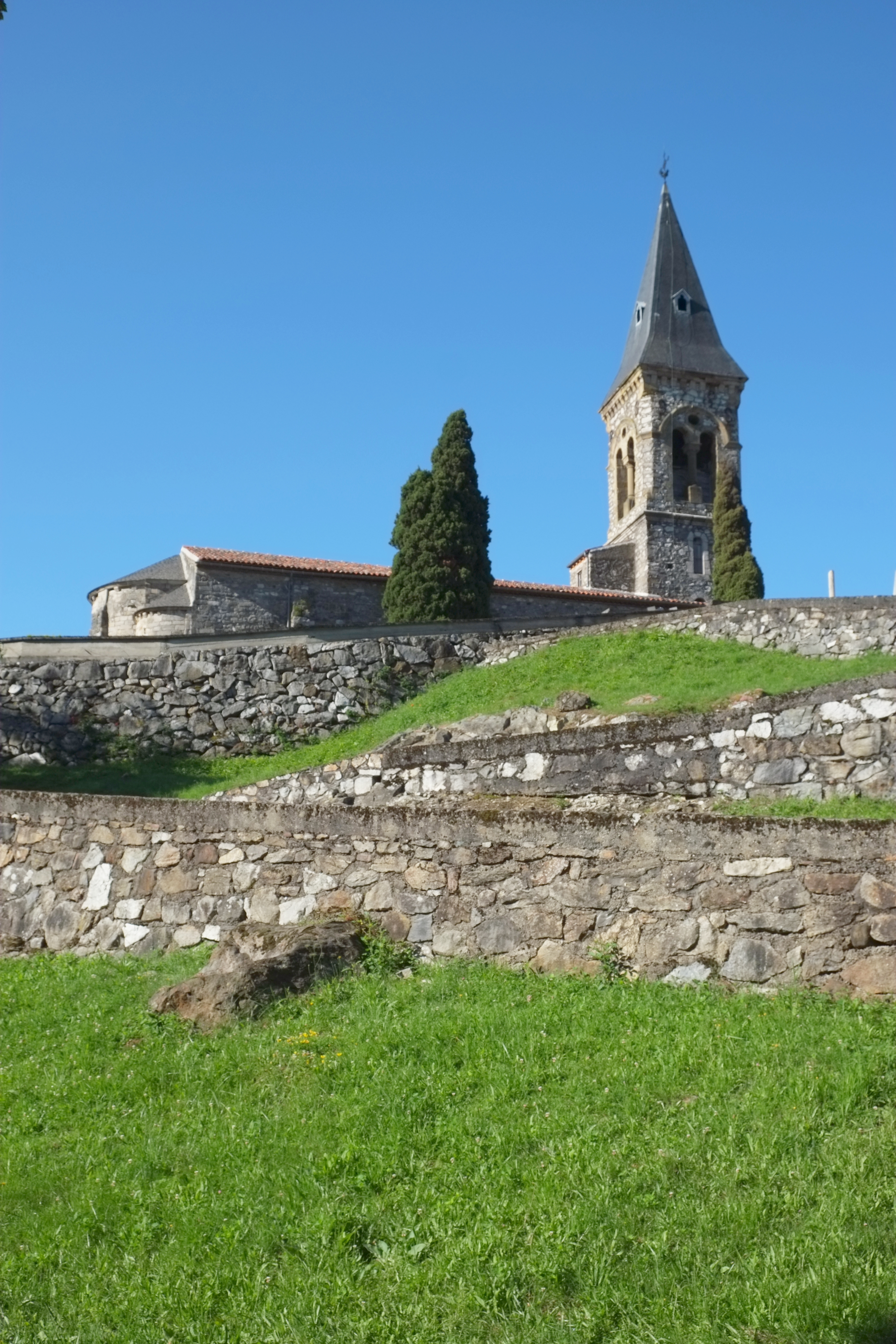
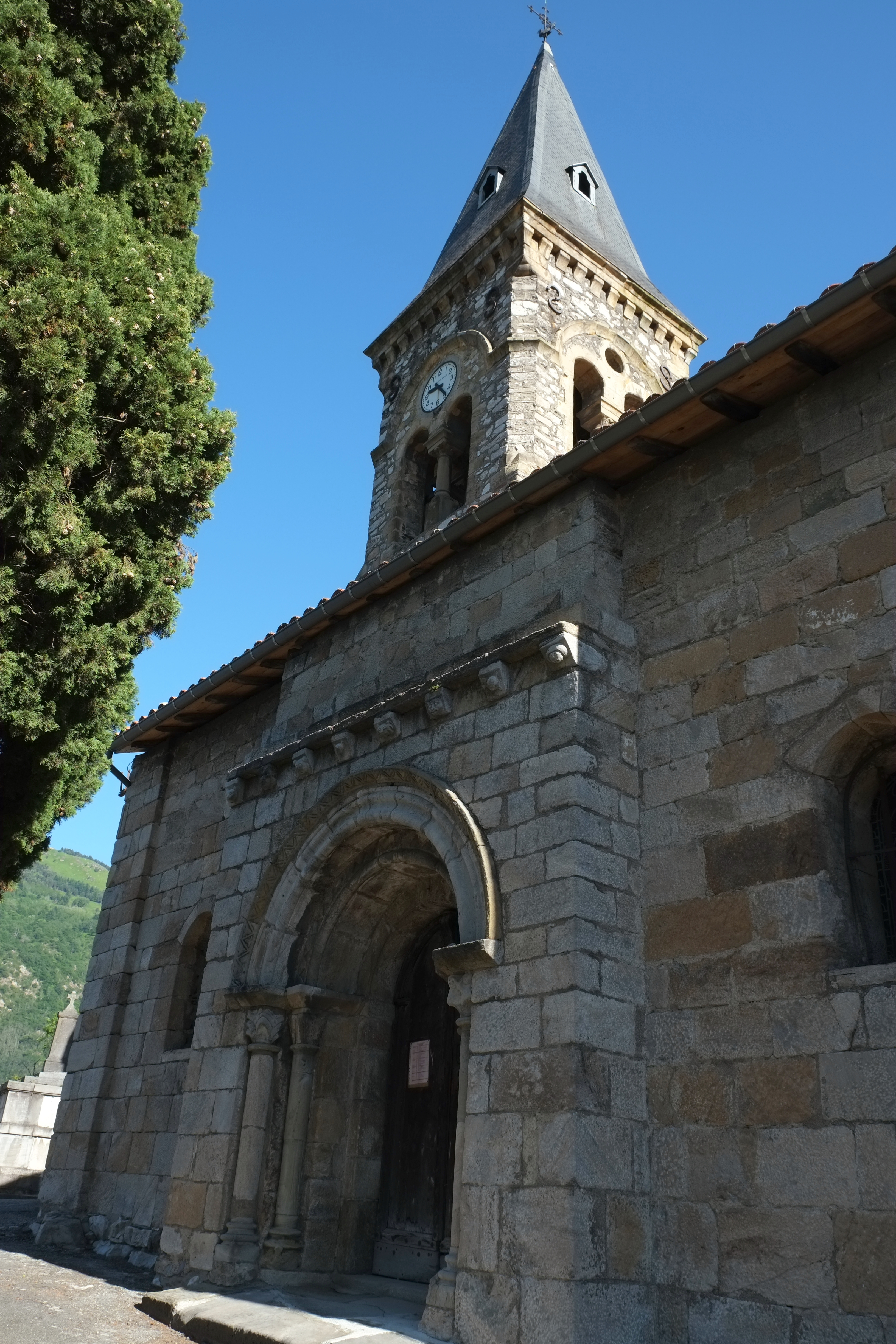
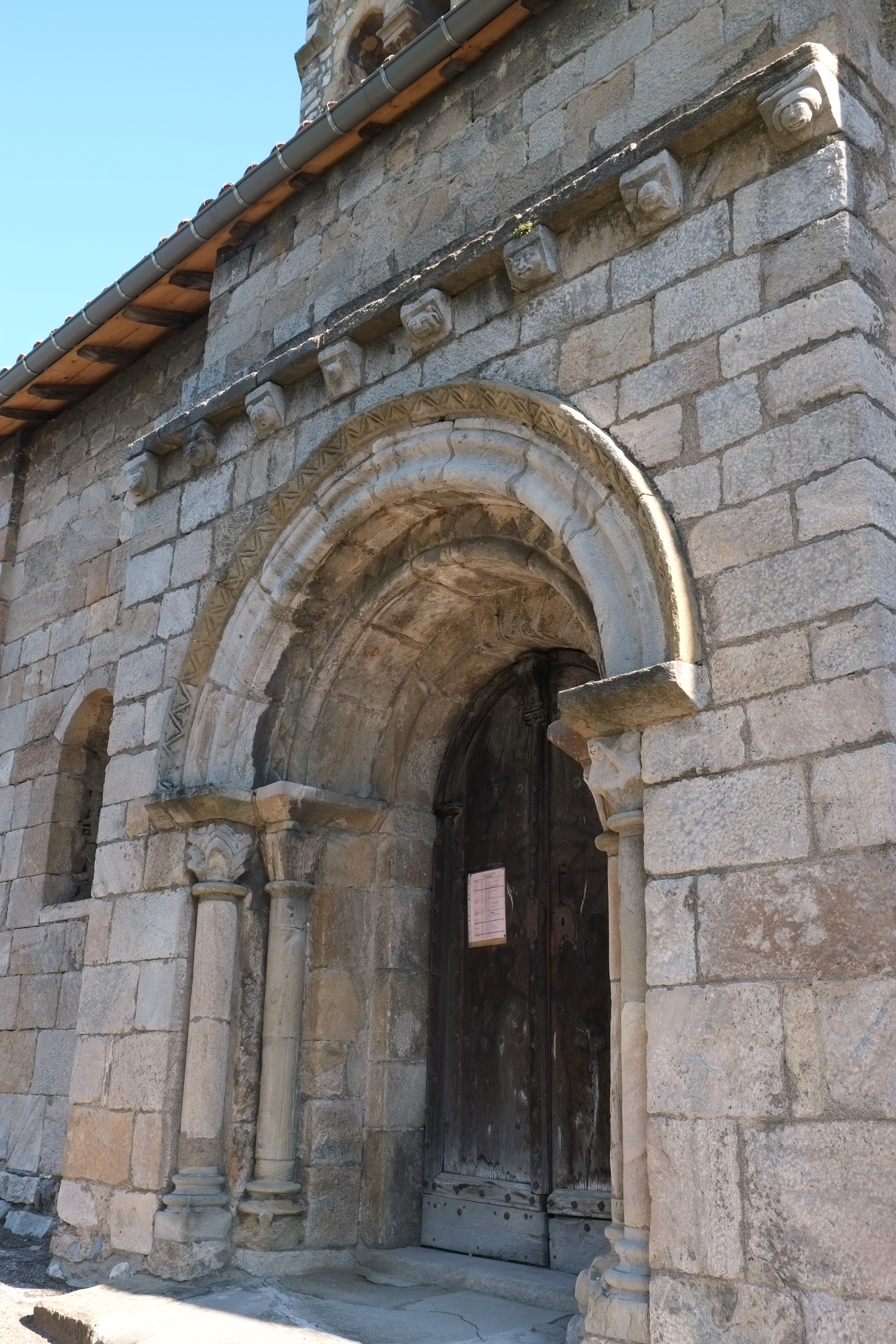
Portail roman.
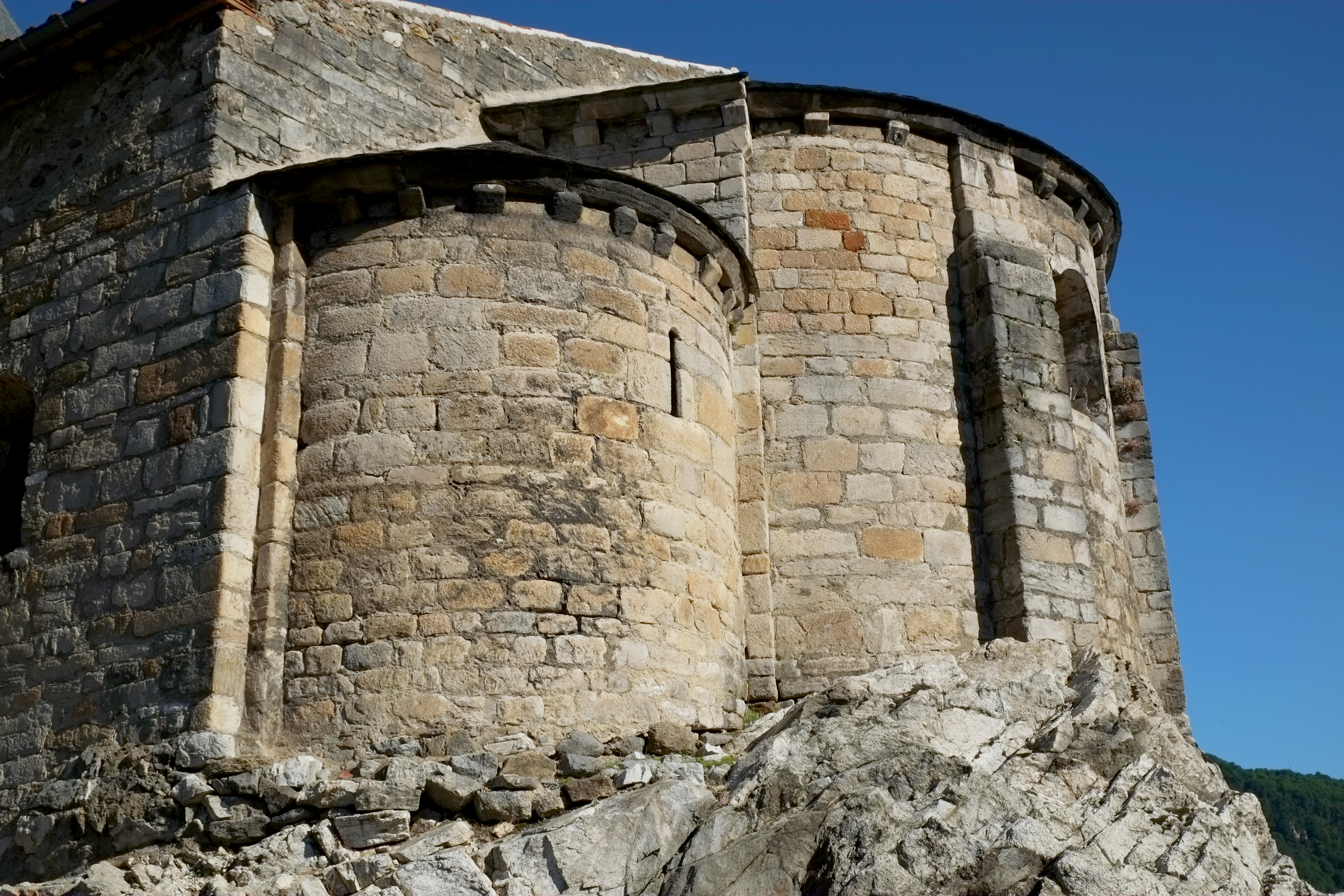
Chevet de style roman.
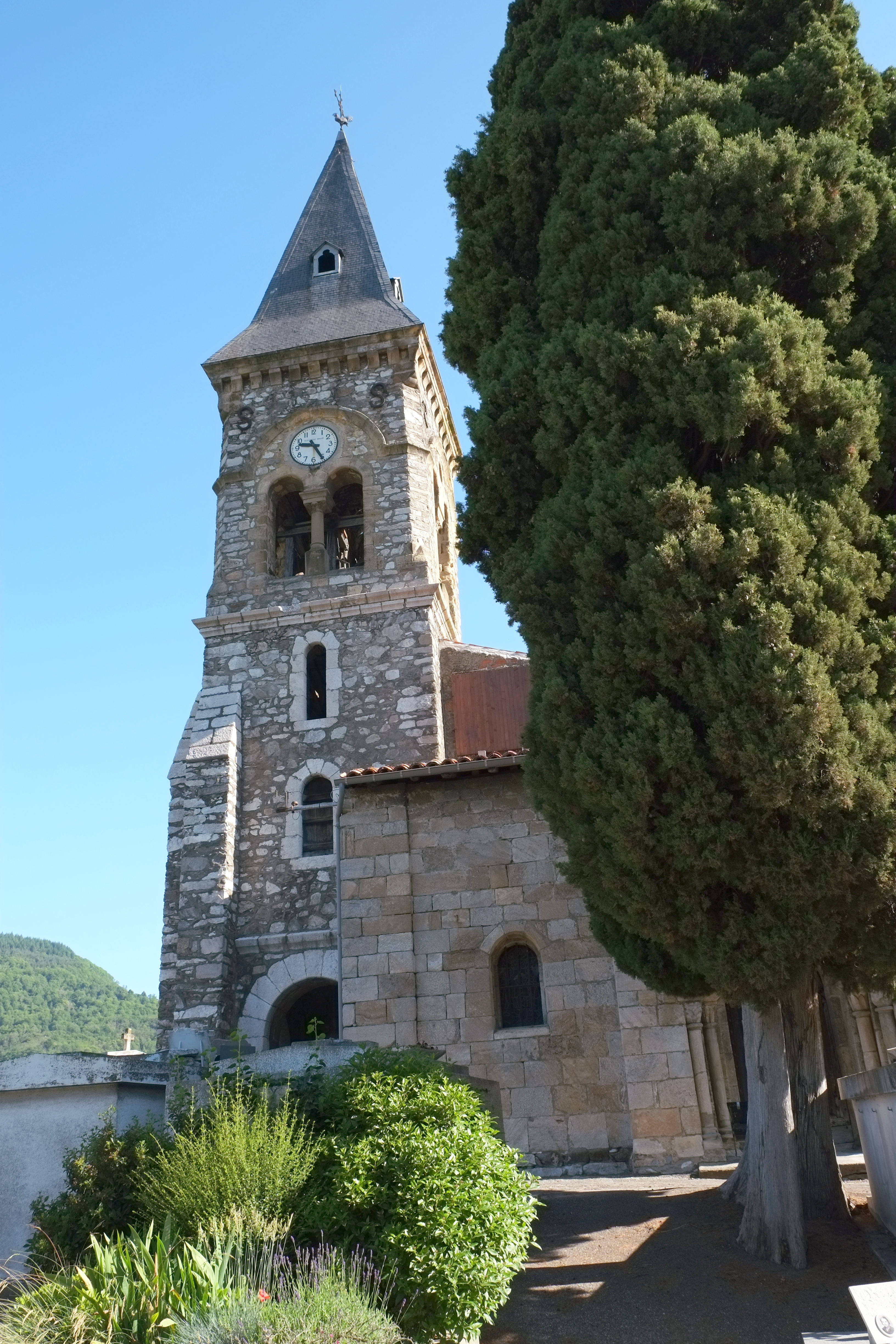
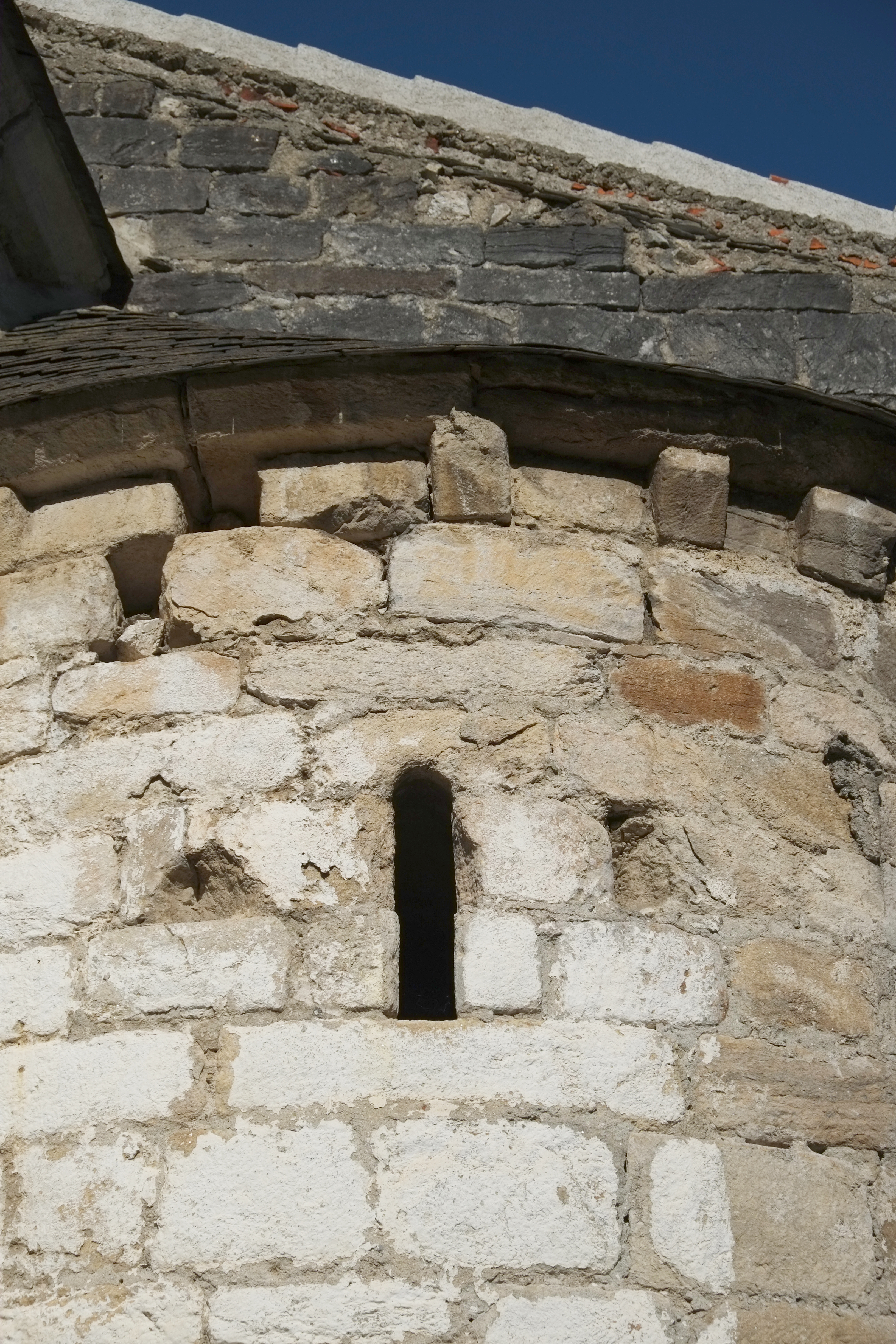
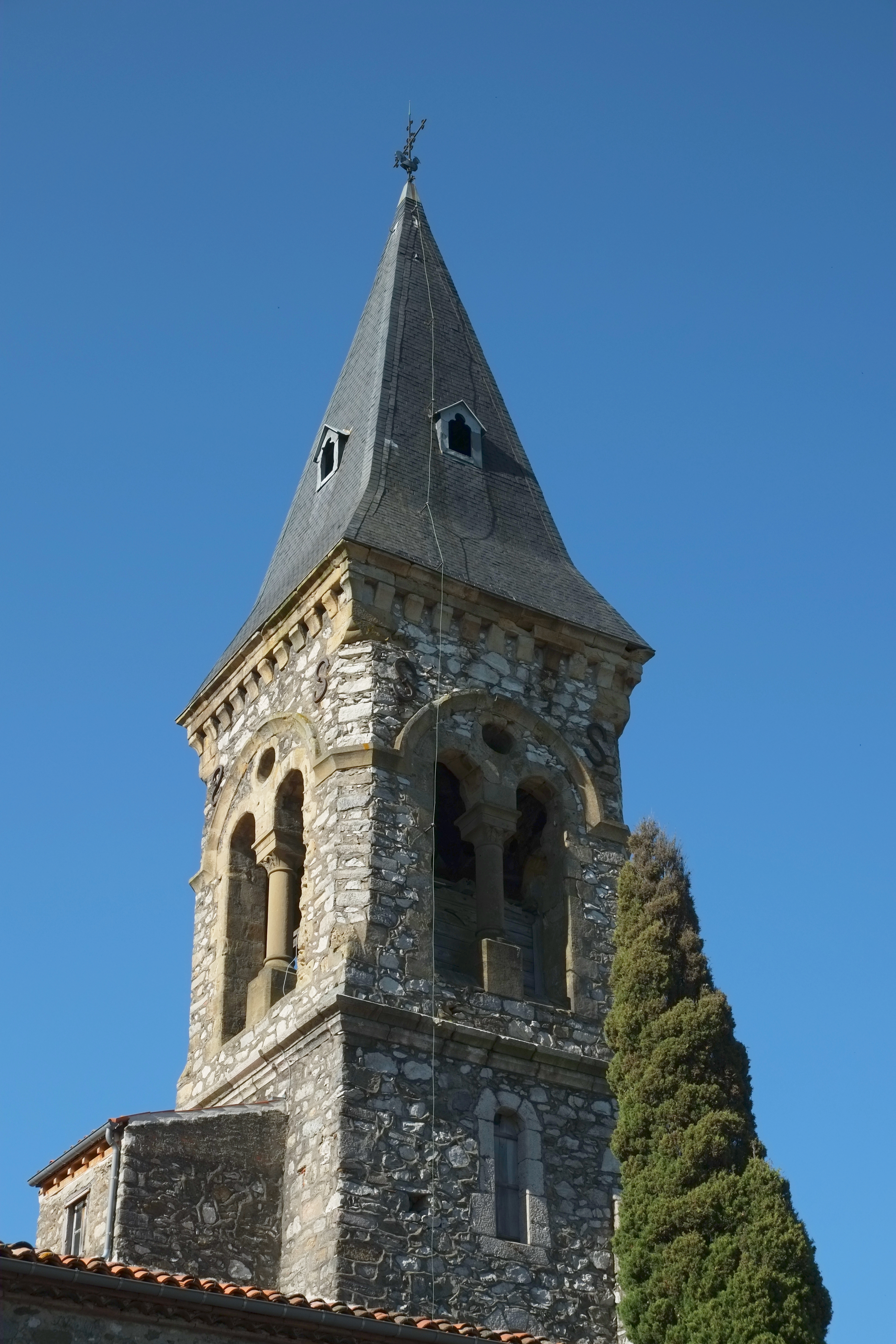
Le clocher.

## Valorisation du patrimoine
L’association Histoire et patrimoine du Tarasconnais s'emploie à faire connaître chaque année le patrimoine d'une commune notamment à l'occasion des journées du Patrimoine.